# Mimanuga cineracea
Mimanuga cineracea là một loài bướm đêm trong họ Noctuidae.